# Katholieke Kerk in Irak

Irak

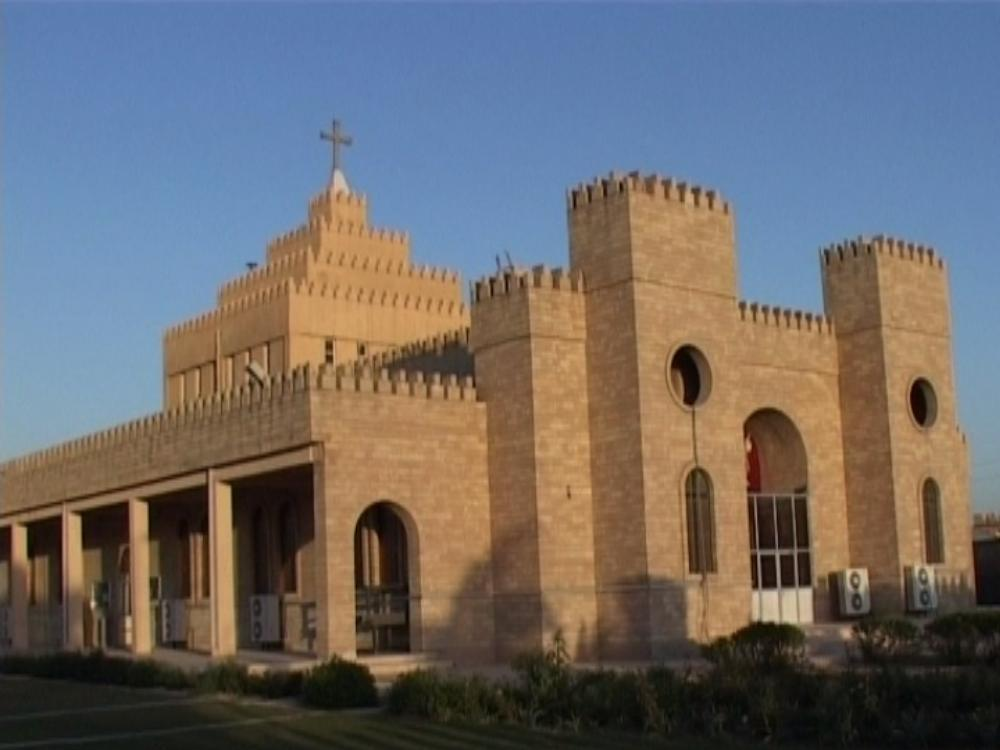
De Sint Jozefkerk in Ankawa, een Chaldeeuws-katholieke kerk

De Katholieke Kerk in Irak maakt deel uit van de wereldwijde Katholieke Kerk, onder het leiderschap van de paus en de Curie.
Bijna 8% van de bevolking is christen, voornamelijk Chaldeeën.
Sinds 2013 is de patriarch van de Chaldeeuws-Katholieke Kerk Louis Raphaël I Sako, patriarch van Babylon van de Chaldeeërs. Het patriarchaat is gevestigd in Bagdad.
Het apostolisch nuntiusschap voor Irak is sinds 16 april 2024 vacant.

## Bisdommen
Immediatum: 
- Aartsbisdom Baghdad